# ФК Зугло АК
ФК Зугло АК (мађ. Zuglói AC), је мађарски фудбалски клуб из Будимпеште.

## Историја
Под именом Атлетски клуб Зугло (Zuglói Athletikai Club) клуб је дебитовао у првој лиги мађарске у сезони 1922/23.. Ту сезону ФК Зугло је завршио на деветом месту. Током 1923. године ФК Зугло се спојио са СК VII. округ (VII. Kerületi SC) и променили име у ФК АК VII. округ Зугло  (Zuglói VII. Kerületi SC) и у следећој сезони 1923/24. завршио је на шестом месту. Сезону 1924–25 клуб је завршио на једанаестом месту и испао из прволигашког такмичења.

## Промена имена
- 1911: Атлетски клуб Зугло −
- 1911:Спортски клуб Зугло Тештвершег −'ујединио се са СК Тештвершег  (Zuglói Testvériség Sport Club)
- 1911–1915: Спортски клуб Зугло
- 1915: Спортска заједница Турул − спојио се са (Turul Sport Egyesület)
- 1915–1919: СК Зуглои Турул − (Zuglói Turul Sport Club)
- 1919–1920: Фискултурно друштво Раднучки Зугло −
- 1920–1923: АК Зугло −
- 1923: СК Зуглои VII. округ (Zuglói VII. Kerületi SC) − ујединио се са СК VII. округ|
- 1923–1926: АК Зуглои VII. округ  (VII. Kerületi AC)
- 1926: основали заједнички клуб са ФК Февароши ТК
- 1926–1932: ФК Турул (Turul FC)
- 1932–1949: Атлетски клуб Зугло
- 1949: Грађевинар Будимпешта (Budapesti Gyárépítő)
- 1949–1950: Грађевинар Будимпешта СЕ (Gyárépítők SE)
- 1950: ујединио се са Будафоки ЛЦ(Budafoki LC) и постали су Будафоки МТЕ (Budafoki MTE)